# Pierre Sylvain Maréchal
Pierre Sylvain Maréchal (ur. 15 sierpnia 1750 w Paryżu, zm. 18 stycznia 1803 w Montrouge) – francuski filozof, pisarz i publicysta, autor Kalendarza dzielnych ludzi i współautor Manifestu równych. Był ateistą i krytykiem religii. Brał udział w Sprzysiężeniu Równych. Bronił sprawy niepodległości Polski, krytykował Napoleona Bonapartego. 

## Życiorys
Jego ojciec był kupcem, handlował winem. Maréchal studiował prawo, a po studiach pracował jako prawnik. Był zdecydowanym zwolennikiem filozofii oświecenia. Szczególnie cenił Jean-Jacques Rousseau, Voltaire, Claude Adrien Helvétius i Denis Diderot. Kiedy wybuchła rewolucja francuska przyjął ją z entuzjazmem. 
Maréchal był prekursorem socjalizmu utopijnego. Stworzył własny projekt społeczeństwa socjalistycznego. Postulował zastąpienie tradycyjnych praktyk religijnych kultem rozumu. Krytykował zarówno religię, jak i absolutyzm polityczny. 
W 1788 roku napisał Kalendarz dzielnych ludzi (fr. Almanach des Honnêtes Gens), w którym poszczególne dni nie były poświęcone świętym chrześcijańskim lecz naukowcom i rewolucjonistom walczącym o sprawiedliwość społeczną. Praca ta (początkowo skonfiskowana i spalona) stała się następnie podstawą opracowania francuskiego kalendarza rewolucyjnego.

## Dzieła
- 1781 O bogu czyli nowy Lukrecjusz
- 1788 Kalendarz dzielnych ludzi
- 1800 Słownik ateistów